# Manuela von Perfall

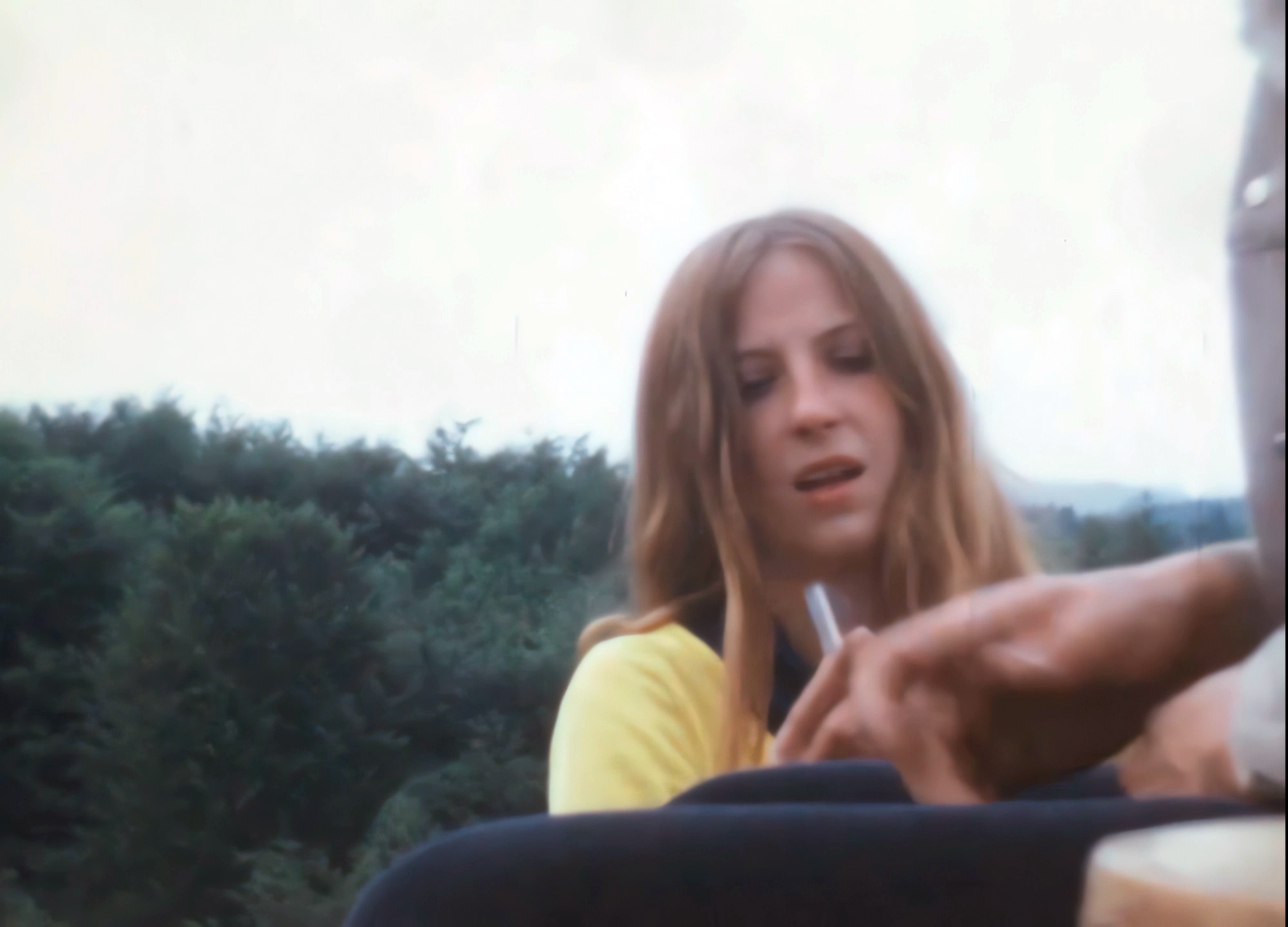
Manuela von Perfall (1971)

Manuela Freifrau von Perfall (* 25. Juli 1952 in Bonn; † 2. September 2018 in Schondorf am Ammersee) war eine deutsche Schriftstellerin.

## Leben
Manuela von Perfall entstammt dem alten bayerischen Adelsgeschlecht Perfall. Sie besuchte das Landheim in Schondorf am Ammersee. Zu jener Zeit, von 1970 bis 1971, spielte sie in der Musikgruppe Siloah und brachte mit ihr eine heute sehr gesuchte Underground-LP heraus.
Anschließend begann sie erst in Italien eine Ausbildung zur Goldschmiedin, studierte dann aber Sozialpädagogik und Psychologie in München. Ein Ergebnis ihres Studiums war später ihr Aufklärungsbuch Die Sache mit der Liebe, das sich vor allem an Mädchen richtet. Sie zog dann wieder auf den Stammsitz der Familie, Schloss Greifenberg am Ammersee, betrieb dort das Blumengeschäft Power Flowers und schrieb Bücher, hauptsächlich Kriminalromane, Kinder- und Tierbücher.
Sie arbeitete auch als freie Journalistin, besonders für verschiedene Lifestyle-Magazine. Außerdem veranstaltete sie ein jährliches Hundefestival und kulturelle Events auf Schloss Greifenberg. Manuela von Perfalls Buch Als der Dackel aus dem Gemälde verschwand gilt weiterhin vielen als vorbildlich dafür, wie man Kinder auf altersgerechte und unterhaltsame Weise an Kunstwerke heranführen kann.
Sie war mit dem Künstler Ali Seif Nasseri verheiratet und starb überraschend im September 2018 mit 66 Jahren.

## Werke
- Parfum – Reich der Düfte. Hädecke, Weil der Stadt 1989
- Die Sache mit der Liebe. Egmont Schneiderbuch, München 1995
- Italienisches Design. Heyne, München 2000 (mit Eva Karcher)
- Luxury for Dogs. teNeues, Kempen 2007
- Agatha und die Geisterhunde. Tigerherz GmbH, Zell 2008
- Wohnen mit Hund. Callwey Verlag, München 2012 (mit Anja Hölper)
- Als der Dackel aus dem Gemälde verschwand. Thienemann-Esslinger Verlag, Stuttgart 2015
- Lebwohl. Kindle 2016
- Die Kunstschnüffler und elf geraubte Frauen. Horncastle-Verlag, München 2017
- Willkommen bei großartigen Gastgeberinnen. Callwey Verlag, München 2017
- Vom Glück, mit Hühnern zu leben. Callwey Verlag, München 2019 (mit Jessica Jungbauer)